# زنبوریان شکم‌باریک
زنبوریان شکم‌باریک (نام علمی: Stenogastrinae) نام یک زیرخانواده از تیره زنبوران است.